# Bảng chữ cái tiếng Thổ Nhĩ Kỳ
Bảng chữ cái tiếng Thổ Nhĩ Kỳ (Türk alfabesi) là bảng chữ Latinh dùng để viết tiếng Thổ Nhĩ Kỳ. Đây là một hệ thống gồm 29 chữ cái, trong đó có 7 chữ cái (Ç, Ş, Ğ, I, İ, Ö, Ü) được biến đổi từ mẫu tự gốc để phù hợp với nguyên tắc phiên âm tiếng Thổ Nhĩ Kỳ. Bảng chữ cái này là tiêu chuẩn chính thức trong sử dụng tiếng Thổ Nhĩ Kỳ sau nhiều thời kỳ lịch sử với những phiên bản chỉnh sửa khác nhau.

## Các chữ cái
| Chữ viết hoa    |   |   |   |   |   |   |   |   |   |   |   |   |   |   |   |   |   |   |   |   |   |   |   |   |   |   |   |   |
| A               | B | C | Ç | D | E | F | G | Ğ | H | I | İ | J | K | L | M | N | O | Ö | P | R | S | Ş | T | U | Ü | V | Y | Z |
| Chữ viết thường |   |   |   |   |   |   |   |   |   |   |   |   |   |   |   |   |   |   |   |   |   |   |   |   |   |   |   |   |
| a               | b | c | ç | d | e | f | g | ğ | h | ı | i | j | k | l | m | n | o | ö | p | r | s | ş | t | u | ü | v | y | z |

## Gọi tên chữ cái
Các nguyên âm được phát âm theo chính âm mà nó sở hữu, trong khi các phụ âm được đọc bằng cách thêm âm e vào sau phụ âm đó.
Ngoại lệ: Phụ âm ğ đọc thêm "yumuşak ge" để phân biệt với g.
a, be, ce, çe, de, e, fe, ge, yumuşak ge, he, ı, i, je, ke, le, me, ne, o, ö, pe, re, se, şe, te, u, ü, ve, ye, ze
Hai phụ âm h và k đôi khi được đọc là ha và ka (giống như tiếng Đức), tuy nhiên, Hiệp hội Ngôn ngữ Thổ Nhĩ Kỳ khuyến cáo không đọc theo cách này.